# شیپراک (نیو مکزیکو)
شیپراک (به انگلیسی: Shiprock) یک منطقهٔ مسکونی در ایالات متحده آمریکا است که در شهرستان سن خوآن، نیومکزیکو واقع شده‌است. شیپراک ۴۲٫۰ کیلومتر مربع مساحت و ۸٬۱۵۶ نفر جمعیت دارد و ۱٬۴۹۱ متر بالاتر از سطح دریا واقع شده‌است.